# Castelo de Ballon

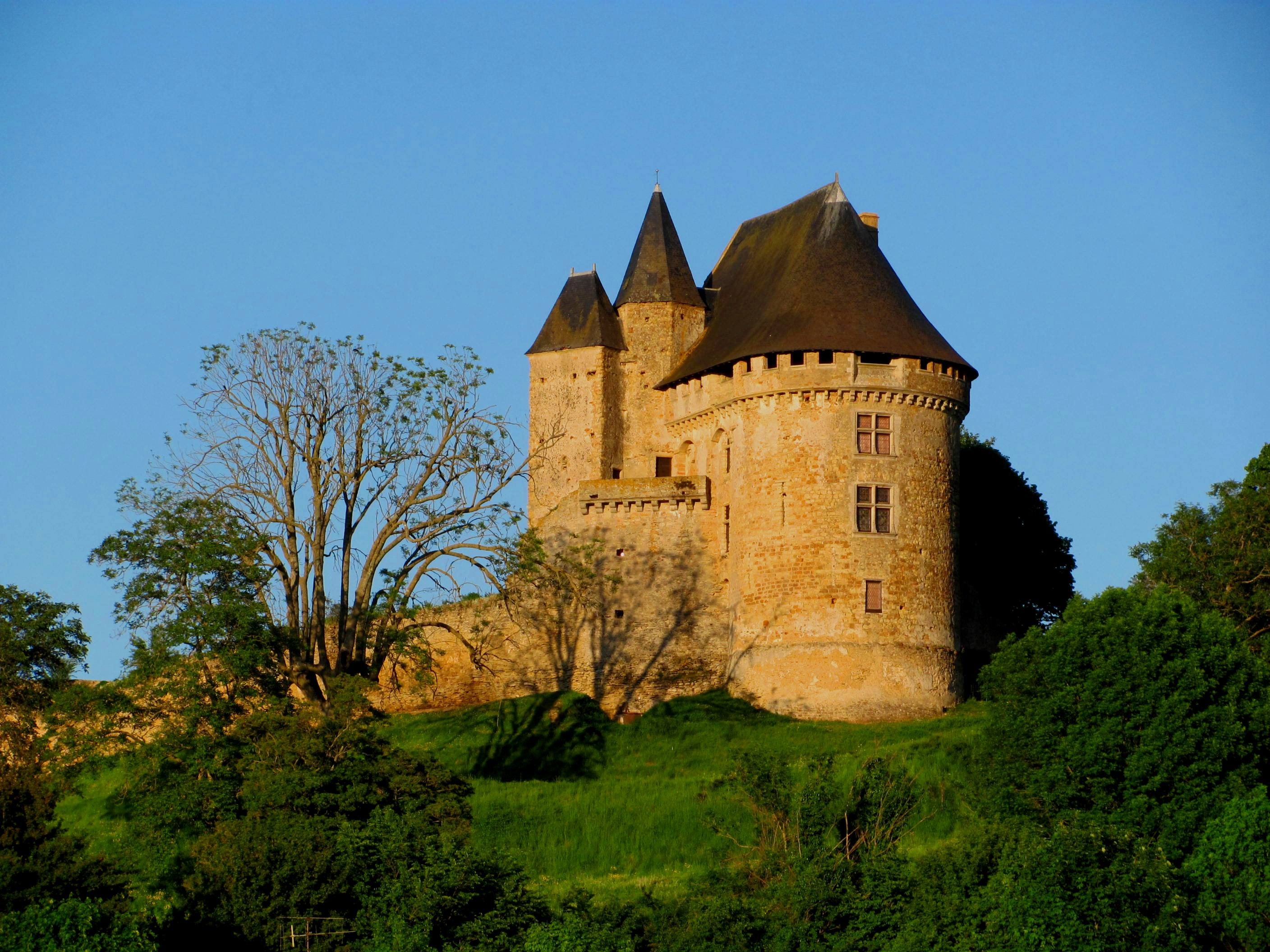
Château de Ballon

O Château de Ballon é um castelo histórico em Ballon, Sarthe, Pays de la Loire, na França.

## História
O castelo foi construído nos séculos XV e XVI.

## Valor arquitectónico
Está listado como um monumento oficial desde 1923.